# Nucleolaria cassiaui
Nucleolaria cassiaui is een slakkensoort uit de familie van de Cypraeidae. De wetenschappelijke naam van de soort is voor het eerst geldig gepubliceerd in 1965 door Burgess.